# Lista odcinków serialu Jak wymiatać
W artykule znajduje się lista odcinków serialu Jak wymiatać, który emitowany był w USA od 4 lutego do 8 grudnia 2012 roku na amerykańskim Nickelodeon. W Polsce serial jest emitowany od 30 czerwca 2014 roku na kanale Nickelodeon Polska.
Dnia 26 sierpnia 2012 roku, stacja Nickelodeon ogłosiła, że drugi sezon serialu nie został zamówiony.

## Serie
| Seria | Odcinki | Premiera serii | Finał serii    | Premiera serii  | Finał serii     |
| ----- | ------- | -------------- | -------------- | --------------- | --------------- |
| 1     | 25      | 4 lutego 2012  | 8 grudnia 2012 | 30 czerwca 2014 | 13 grudnia 2014 |

## Seria 1: 2012
| 1 | Jak wymiatać z aparatem i okularami How to Rock Braces and Glasses | Eric Dean Seaton      | Jim O’Doherty                        | 4 lutego 2012        | 30 czerwca 2014      | 101     |
| Królowa Perfektek Kacey jest osobą zapatrzoną w siebie i czasem samolubną. Pewnego dnia zaczyna miewać problemy z oczami. Okazuje się, że będzie musiała nosić okulary i aparat na zęby. Dziewczyna próbuje ukryć to przed całą szkołą. W pewnym momencie przez nieuwagę na lekcji Kacey wyjawia swój sekret. Inne Perfetki - Molly i Grace - wyrzucają dawną królową ze stowarzyszenia. Dziewczyna jest zrozpaczona, jednak pewien chłopak - Zander – proponuje jej, aby została wokalistą zespołu „Gravi 4", do którego należą już Zander, Stevie, Kevin i Nelson. Kacey przyjmuje ofertę. Zbliża się konkurs talentów. Perfetki chcą udowodnić, że potrafią sobie poradzić bez Kacey i zarazem pragną ją zniszczyć. Molly i Grace proponują byłej królowej powrót do stowarzyszenia, ale jako ich... maskotka. Dziewczyna przyjmuje propozycję. W dniu konkursu Kacey znów wygląda olśniewająco. Okazuje się, że na scenie nie musi mieć okularów, a aparat może nosić jedynie w nocy. Po głębszych przemyśleniach dziewczyna rzuca Perfetki i dołącza do „Gravi 4", która zmieniła swoją nazwę na „Gravi 5". Zespół daje oszałamiający występ. |                                                                    |                       |                                      |                      |                      |         |
| 2 | Jak wymiatać zakład How to Rock a Messy Bet                        | Roger S. Christiansen | Nina Bargiel                         | 4 lutego 2012        | 4 lipca 2014         | 105     |
| 3 | Jak wymiatać na imprezie How to Rock a Guest List                  | Rich Correll          | Bill Martin Mike Schiff              | 11 lutego 2012       | 7 lipca 2014         | 106     |
| 4 | Jak wymiatać w sztuce How to Rock a Statue                         | Rich Correll          | Erica Spates Sam Littenberg-Weisberg | 18 lutego 2012       | 8 lipca 2014         | 107     |
| 5 | Jak wymiatać w teledysku How to Rock a Music Video                 | Roger S. Christiansen | Yamara Taylor Lena D. Waithe         | 25 lutego 2012       | 3 lipca 2014         | 104     |
| 6 | Jak wymiatać na wyborach How to Rock an Election                   | Adam Weissman         | Bill Martin Mike Schiff              | 3 marca 2012         | 31 lipca 2014        | 114     |
| Nota: W tym odcinku gościnnie występuje zespół Big Time Rush. |                                                                    |                       |                                      |                      |                      |         |
| 7 | Jak wymiatać w telewizji How to Rock a Newscast                    | David DeLuise         | Bill Martin Mike Schiff              | 17 marca 2012        | 30 lipca 2014        | 112     |
| 8 | Jak wymiatać na randce How to Rock a Prank                         | Eric Dean Seaton      | Lena D. Waithe & Yamara Taylor       | 24 marca 2012        | 9 lipca 2014         | 108     |
| 9 | Jak wymiatać za linią wroga How to Rock a Secret Agent             | Eric Dean Seaton      | David Sacks                          | 31 marca 2012        | 2 lipca 2014         | 103     |
| 10 | Jak wymiatać na przerwie obiadowej How to Rock a Lunch Table       | Eric Dean Seaton      | Steven James Meyer                   | 7 kwietnia 2012      | 1 lipca 2014         | 102     |
| 11 | Jak wymiatać urodziny How to Rock a Birthday Party                 | Sheldon Epps          | Erica Spates Sam Littenberg-Weisberg | 14 kwietnia 2012     | 10 lipca 2014        | 111     |
| 12 | Jak wymiatać i mieć pracę How to Rock a Part-Time Job              | Eric Dean Seaton      | David Sacks                          | 21 kwietnia 2012     | 11 lipca 2014        | 109     |
| 13 | Jak wymiatać w Halloween How to Rock Halloween                     | Rich Correll          | Nina Bargiel                         | 28 kwietnia 2012     | 31 października 2014 | 116     |
| 14 | Jak wymiatać w kosza How to Rock a Basketball Team                 | Adam Weissman         | Nina Bargiel                         | 5 maja 2012          | 15 lipca 2014        | 113     |
| 15 | Jak wymiatać piosenkę o miłości How to Rock a Love Song            | Sean Lambert          | David Sacks                          | 30 czerwca 2012      | 16 lipca 2014        | 115     |
| 16 | Jak wymiatać z Cee Lo How to Rock Cee Lo                           | Eric Dean Seaton      | David M. Israel                      | 18 sierpnia 2012     | 24/25 lipca 2014     | 123-124 |
| Nota: Jest to odcinek specjalny trwający 45 minut. |                                                                    |                       |                                      |                      |                      |         |
| 17 | Jak wymiatać w śpiewanym telegramie How to Rock a Singing Telegram | Adam Weissman         | David Sacks                          | 22 września 2012     | 23 listopada 2014    | 125     |
| 18 | Jak wymiatać na zdjęciu How to Rock a Yearbook                     | Roger S. Christiansen | David Sacks                          | 29 września 2012     | 14 lipca 2014        | 118     |
| 19 | Jak wymiatać w konkursie How to Rock High School Sensation         | Sheldon Epps          | Nina Bargiel                         | 13 października 2012 | 18 lipca 2014        | 119     |
| 20 | Jak wymiatać dobry uczynek How to Rock a Good Deed                 | David DeLuise         | Bill Martin Mike Schiff              | 20 października 2012 | 21 lipca 2014        | 120     |
| 21 | Jak wymiatać na kempingu How to Rock Camping                       | Shannon Flynn         | Erica Spates Sam Littenberg-Weisberg | 27 października 2012 | 22 lipca 2014        | 121     |
| 22 | Jak wymiatać na wybiegu How to Rock a Fashion Victim               | Sean Lambert          | Bill Martin Mike Schiff              | 3 listopada 2012     | 23 lipca 2014        | 122     |
| 23 | Jak wymiatać w mundurku How to Rock a Uniform                      | Shannon Flynn         | Bill Martin Mike Schiff              | 10 listopada 2012    | 17 lipca 2014        | 117     |
| 24 | Jak wymiatać piłką tenisową How to Rock a Tennis Ball              | Sheldon Epps          | David Sacks                          | 1 grudnia 2012       | 29 lipca 2014        | 126     |
| 25 | Jak wymiatać w święta How to Rock Christmas                        | Neal Israel           | Sam Littenberg-Weisberg Erica Spates | 8 grudnia 2012       | 13 grudnia 2014      | 110     |
| Nota: Jest to ostatni odcinek serialu. |                                                                    |                       |                                      |                      |                      |         |